# Matteo Rosso Orsini
Matteo Rosso Orsini (Roma, c. 1230 – Perúgia, 4 de setembro de 1305) foi um aristocrata da família Orsini que atuou como político, diplomata e cardeal da Igreja Católica na Itália. Era sobrinho do Papa Nicolau III (Giovanni Gaetano Orsini) (1277-1280).

## Família e primeiros anos
Matteo Rosso era filho de Gentile Orsini, Senhor de Mugnano, Penna, Nettuno e Pitigliano, que era filho de Matteo Rosso Orsini, "o Grande" (1178-1246). Sua mãe chamava-se Costanza. Ele tinha dois irmãos mais velhos, Romano (um dominicano) e Bertoldo, e duas irmãs mais velhas, Perna (que se casou com Pietro Stefaneschi, Senhor do Porto, pais do Cardeal Giacomo Giovanni Gaetani Stefaneschi) e Angela (que se casou com Guastarano de’ Paparoni, Conde de Anguillara). Ele tinha um irmão mais novo, Orso, e uma irmã, Elisabetta (que se casou com Roffredo Caetani, senhor de Sermoneta). Seu tio era o cardeal Giovanni Gaetano Orsini, feito cardeal em 1244 e que se tornou o papa Nicolau III em 1277.
A família era muito próxima de Francisco de Assis. O avô, Matteo Rosso "o Grande", foi membro da Ordem Terceira de S. Francisco, e Giovanni Gaetano Orsini foi oblato quando criança e foi nomeado Protetor dos Franciscanos pelo Papa Alexandre IV.
Em 4 de janeiro de 1253, o papa Inocêncio IV (Fieschi) escreveu sobre os legados testamentários do cardeal Giovanni Colonna (falecido em 1245), que estavam sendo administrados por seu executor, o cardeal Aegidius de Torres; cerca de 200 marcos do dinheiro do cardeal Colonna foram depositados em S. Geneviève, em Paris, em benefício de Oddo Colonna, seu sobrinho. O papa ordenou que os 200 marcos fossem pagos a Oddo Colonna ou seu procurador, e que seu subdiácono e capelão, Matteo Rosso, Parisius commoranti, fosse instruído a obrigar os agentes a entregar o dinheiro a Oddo Colonna. A partir disso, infere-se que Matteo Rosso Orsini estudava na Universidade de Paris.
Seu nome aparece em um documento de 13 de novembro de 1255, no qual está presente em um processo judicial perante o cardeal Giovanni Gaetano Orsini, seu tio, como Magister Matheus Rubeus, cônego de Laon, capelão papal e providus iuris. Isso indica que Matteo Rosso era licenciado em direito. Infere-se que ele se formou em Bolonha, embora não haja evidências para essa inferência e existam várias outras possibilidades. Parece, no entanto, que seu estudo da lei foi bastante breve embora ainda estava em Paris no início de 1253 e já trabalhava na Cúria Romana em novembro de 1255.

## Cardinalado
Foi criado cardeal pelo Papa Urbano IV (Jacques Pantaléon) em maio de 1262 e recebeu a Diácona de S. Maria em Porticu. Diz-se que ocupou a igreja titular de S. Maria em Trastevere in commendam (como administrador). Era arcipreste da Basílica do Vaticano desde o início do reinado de Nicolau III, que havia sido arcipreste antes de sua eleição para o papado. Em 1263, seu tio Giovanni Gaetano Orsini foi nomeado Protetor dos Franciscanos e das Clarissas.
Em 1264, o cardeal foi nomeado Legado Apostólico e Reitor do Patrimônio de São Pedro na Tuscia pelo Papa Urbano IV (1261-1264), para recuperar territórios na Toscana que haviam sido usurpados por vários senhores, especialmente Petrus de Vico e suas forças alemãs. Outra de suas tarefas era conter o governo de Siena, que estava invadindo várias cidades menores da Toscana. Durante o tempo de sua legação, em 2 de outubro de 1264, o Papa Urbano morreu em Perúgia, tendo sido expulso de Orvieto, e Matteo Rosso Orsini, junto com dezessete outros cardeais, estava em Perúgia para eleger um novo Papa. Levaram apenas cinco dias para escolher o cardeal Guido Grosso Fulcodi (Guy Folques), mas ele estava ausente na França. Ele havia sido nomeado legado para a Inglaterra, mas a guerra civil naquele país o impediu de cruzar o canal. Ele finalmente abandonou sua missão e viajou para Perúgia, onde, em 5 de fevereiro de 1265, aceitou o trono papal e anunciou que se chamaria Clemente IV.

## Morte
Morreu em Perúgia em 4 de setembro de 1305, dois meses após a conclusão do Conclave. Nove anos após sua morte, seu corpo foi trasladado para Roma e sepultado na Basílica do Vaticano, da qual havia sido arcipreste. A tumba foi destruída durante as demolições realizadas sob o Papa Júlio II. Sua inscrição memorial sobreviveu.